# Forschungszentrum Gotha für kultur- und sozialwissenschaftliche Studien
Das Forschungszentrum Gotha für kultur- und sozialwissenschaftliche Studien (FGE) war eine seit dem Jahr 2004 bestehende zentrale Einrichtung der Universität Erfurt. 2013 wurde es in das Forschungszentrum Gotha der Universität Erfurt (FZG) überführt. Untergebracht im Gothaer Schloss Friedenstein, hatte das FGE die Aufgabe, auf der Grundlage der Bestände der Forschungsbibliothek Gotha, einer der bedeutendsten Frühneuzeit-Bibliotheken Deutschlands, Stipendienprogramme und Forschungsprojekte zu initiieren, Konferenzen und Vorträge zu organisieren sowie als Plattform für Stipendiaten, Gastwissenschaftler und Forschungsprojekte zu dienen.

## Geschichte
Das FGE wurde 2004 auf Empfehlung des Wissenschaftsrates gegründet und zunächst von Peer Schmidt geleitet. Wesentliche Aufgabe war die Betreuung des 2004 angelaufenen Herzog-Ernst-Stipendienprogramms der Fritz Thyssen Stiftung, mit dem ca. 20 Doktoranden und Postdoktoranden jährlich für einige Wochen oder Monate an der Forschungsbibliothek Gotha forschen konnten.
2008 schuf die Universität Erfurt eine Professur für Wissenskulturen der europäischen Neuzeit, die mit dem Direktorenposten des Zentrums verbunden und mit dem Philosophie- und Wissenshistoriker Martin Mulsow besetzt wurde. Die Professur wurde bis 2013 aus Geldern des Rückkehrerprogramms der Alfried Krupp von Bohlen und Halbach-Stiftung unterstützt. Bis 2015 verfügte das FGE (und in seiner Nachfolge das FZG) darüber hinaus über eine Juniorprofessur, die der Frühneuzeithistoriker Alexander Schunka innehatte.

## Forschungsprofil
Zentrales Anliegen des FGE war die Erforschung der frühneuzeitlichen Ideen- und Geistesgeschichte. Im Sinne einer disziplinübergreifenden Wissenschaftsgeschichte der Geisteswissenschaften wurden Schwerpunkte auf oft vernachlässigte Gebiete der frühneuzeitlichen Gelehrsamkeit gelegt, die aber im 16., 17. und frühen 18. Jahrhundert von hoher Bedeutung und hohem Prestige waren und sich wechselseitig befruchtet haben (wie etwa antiquarische Arbeiten, philologische Studien zum Arabischen, Hebräischen, Syrischen usw., Studien zur antiken Religion, zu Numismatik, zu Theologie und Geschichte). Diese Themen wurden im FGE aufgrund von Quellenstudien, aber auch mit modernen kulturwissenschaftlichen Methoden wie Netzwerkforschung, Buch- und Lesegeschichte, „science studies“ und historischer Anthropologie (zum gelehrten Habitus, symbolischer Kommunikation usw.) bearbeitet.
Eine im Zuge der Berufung Martin Mulsows eingerichtete Graduiertenschule zum Thema „Untergrundforschung: Heterodoxie, Dissidenz und Subversion 1600–1800“ als Teil der Graduiertenschule „Religion in Modernisierungsprozessen“ am Max-Weber-Kolleg der Universität Erfurt beschäftigte sich mit clandestiner Literatur und den Kommunikationsstrukturen des „Untergrundes“. Ein später hinzugekommenes DFG-Projekt zu Friedrich Breckling rekonstruierte die Netzwerke religiöser Separatisten anhand von Namenslisten der Zeit um 1700. Weiterhin wurden ein Netzwerk „Sozinianismusforschung in Deutschland“ sowie ein Netzwerk „Arabistische und hebraistische Gelehrsamkeit der Frühen Neuzeit“ gegründet und am FGE angesiedelt. Ein weiterer Schwerpunkt des Zentrums lag auf der Erforschung der frühneuzeitlichen Hofkultur, vor allem in Mitteldeutschland, dem Hof als Kommunikationsraum und Wissenskultur sowie der Rolle der Konfession (insbesondere des Protestantismus) bei der Repräsentation der Dynastie. 
Zu den Gästen und Referenten des FGE gehörten Jan Assmann, Wilhelm Schmidt-Biggemann, Peter Burke, Robert Darnton, Kurt Flasch, Klaus Garber, Carlo Ginzburg, Anthony Grafton und Howard Hotson.